# Jean Nicolas Collignon
Pour les articles homonymes, voir Collignon.

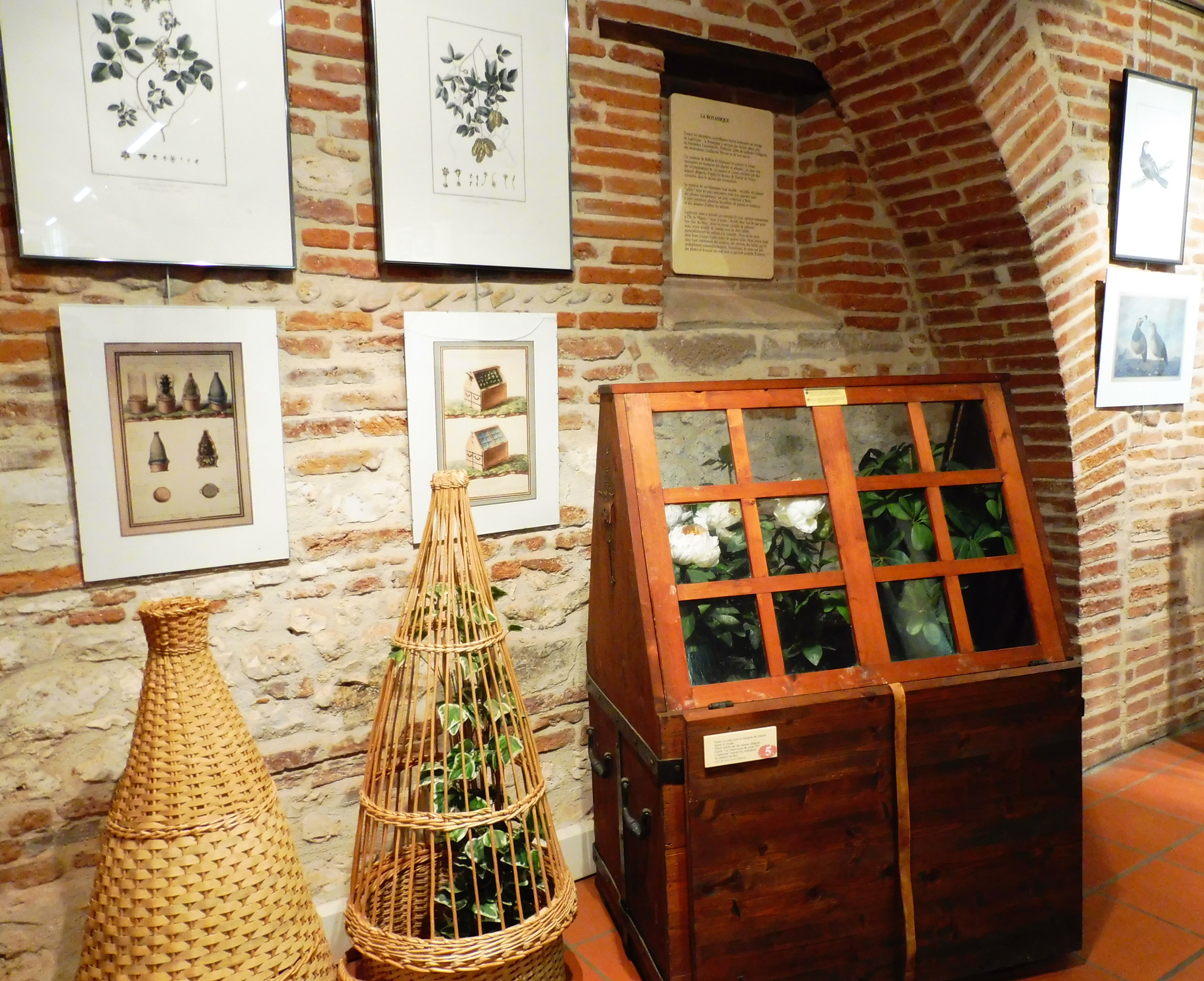
Musée Lapérouse d'Albi.

Jean Nicolas Collignon (1762 à Metz - 1788 à Vanikoro) est un jardinier et botaniste français. Botaniste du Jardin du Roi, il a participé à l'expédition de La Pérouse dans les mers du Sud de 1785 à 1788.

## Biographie
Fils de Barbe Simonin et du jardinier Nicolas Collignon, Jean Nicolas Collignon naît à Metz en Lorraine, le 19 avril 1762. Botaniste du Jardin du Roi, il est recommandé par le jardinier en chef André Thouin, pour accompagner une expédition maritime dans l'océan Pacifique. Après les découvertes de James Cook, Louis XVI souhaite en effet envoyer une expédition scientifique similaire, autour du globe. Collignon a tout juste 23 ans, et n'a travaillé que sous la direction de Thouin, qui le juge alors comme quelqu'un d'« actif et intelligent ». Dans sa recommandation, Thouin ajoute que Collignon ne doit pas être subordonné au botaniste de l'expédition, La Martinière.
L'expédition de La Pérouse se compose de deux frégates, La Boussole, navire-amiral sur lequel Collignon prend place, et L'Astrolabe, sous le commandement de Fleuriot de Langle. Conformément au souhait de Thouin, les deux botanistes sont affectés sur des navires différents. Les deux navires quittent Brest le 1er août 1785 et sont vus, pour la dernière fois, le 26 janvier 1788, à Botany Bay en Nouvelle-Hollande.
Au cours de l'expédition, Jean Nicolas Collignon est autorisé à aider les autres naturalistes, à condition que cela n'interfère pas avec sa mission principale. Il doit prendre en charge le transport des graines apportées d’Europe pour les indigènes, et la conservation des plantes nouvelles à récolter. 
Dans une de ses dernières lettres à Thouin, Collignon raconte une mésaventure cocasse survenue sur l'île de Ténérife, dans l'archipel des îles Canaries :

« Je joint dans le coté de la caisse qui contient des Baies deux especes de plantes qui m’ont Paru assé extraordinaire. Jai Risqué à tout hasard d’y mettre ces deux Pieds. La plupart de ces especes de graines Seraient en plus grande quantité Sans un accident qui mest arrivé en descendant la montagne. Jetais Sur un mulet avec une de mes boites de fer Blanc. il fit un faux pas qui le fit presque tombé ; ce mouvement fit Remuer ma boîte de fer blanc qui était en bandouillière autour de mon corps ; cela effaroucha cet animal qui Prit la fuite au travers des Roches. Pendant un très long tems je ne tombit Pas ; mais ma boîte S’est ouverte et tout ce qui était dedan fut Répandu. Je nen Pu retrouvé quune Petite quantité. »

Jean Nicolas Collignon disparut en 1788, très certainement à Vanikoro dans le Pacifique, avec La Pérouse et tous les membres de l’expédition.